# فردریک چپل
فردریک چپل (انگلیسی: Frederick Chapple؛ ۳ فوریه ۱۸۸۴ – ۱۹۶۵ (۸۰−۸۱ سال)) بازیکن فوتبال اهل بریتانیا بود.
از باشگاه‌هایی که در آن بازی کرده‌است می‌توان به باشگاه فوتبال بلیث اسپارتانس، باشگاه فوتبال کرو آلکساندرا، باشگاه فوتبال استون ویلا، باشگاه فوتبال بیرمنگام سیتی، باشگاه فوتبال برنتفورد و باشگاه فوتبال بریستول سیتی اشاره کرد.